# 南瀨高站
南瀨高站（日语：／ Minami-Setaka eki */?）是位於福岡縣三山市瀨高町大神，九州旅客鐵道（JR九州）的鹿兒島本線車站。車站編號為JB23。

## 歷史
- 1935年（昭和10年）3月23日 - 鐵道省開設井手之上站[1]。
- 1942年（昭和17年）11月15日 - 車站改名為南瀨高站[1]。
- 1987年（昭和62年）4月1日 - 伴隨國鐵分割民營化，車站由九州旅客鐵道（JR九州）營運。
- 2006年（平成18年）3月18日 - 設置售賣近距離車票的自動售票機。
- 2009年（平成21年）3月1日 - 此站可以使用IC卡「SUGOCA」[2]。

## 車站構造
車站是一座地面車站，設有2面2線的相對式月台。各月台設有跨線橋連接。車站設有簡易車站大樓。
車站是一座無人車站，但會設有車站當值，在特別時間進行閘口業務。此站設有售票近距離車票的自動售票機。此站可以使用SUGOCA，但是不可購買SUGOCA和增值。

### 月台
| 月台 | 路線       | 上下行 | 方向                   |
| ---- | ---------- | ------ | ---------------------- |
| 1    | 鹿兒島本線 | 上行   | 久留米、鳥栖、博多方向 |
| 2    | 鹿兒島本線 | 下行   | 大牟田、熊本、八代方向 |

## 車站周邊
- 保健醫療經營大學（日语：保健医療経営大学）
- 國道209號（日语：国道209号）
- 南瀬高郵局
- 柳川警署（日语：柳川警察署）南瀨高駐在所
- 三山市立南小學
- JA南筑後南瀨高分所
- 縣營町營下小川團地

## 巴士路線
- 三山市社區巴士「ＪＲ南瀨高站」:保險醫療經營大學前、ＪＲ瀨高站、新船小屋、ＪＲ渡瀨站、Yokokura醫院前 方向

## 相鄰車站
九州旅客鐵道
鹿兒島本線
■快速、■區間快速
通過
■區間快速（部分列車）、■普通
瀨高（JB22）－南瀨高（JB23）－渡瀨（JB24）

## 注腳
1. 1 2 3 4 5 6 7 8 9 10 11  . 週刊朝日百科. 33号 熊本駅・嘉例川駅・大畑駅ほか. 朝日新聞出版. 2013-03-31: 21.
2. ↑  . 交通新聞 (交通新聞社). 2009-03-03: 1.

## 外部連結
- JR九州 – 南瀨高車站 （页面存档备份，存于）（日語）